# Craig Johnston
Craig Peter Johnston (født 20. juni 1960) er en tidligere australsk fodboldspiller. Han spillede som midtbanespiller i English Football League mellem 1977 og 1978 og vandt fem ligatitler og en FA Cup (scorede i finalen i 1986) med Liverpool. Hans kælenavn var "Skippy", og han var en tilskueryndling på Anfield, optrådte 271 gange for Liverpool og lavede 40 mål. Han var et nøglemedlem hos holdet fra 1986, der vandt doublen. Han var også med til at skrive holdets cup-finale-sang fra 1988 "Anfield Rap". Efter sin pensionering designede og skabte han prototypen til Adidas Predator-fodboldstøvlen, som bliver båret af mange fodbold- og rugby-spillere. Han kunne spille for det australske og sydafrikanske landshold, men spillede kun for Englands U-21-hold.